# Katherine Copeland
Katherine Sarah Copeland (Ashington, 1 december 1990) is een Britse roeister.
Copeland maakte haar debuut tijdens de Wereldkampioenschappen roeien 2011 in de lichte skiff ze werd vijfde. Samen met Sophie Hosking nam Coperland deel aan de Olympische Zomerspelen 2012 en wonnen hier de gouden medaille in de lichte dubbel-twee. Tijdens de Olympische Zomerspelen 2016 nam Copeland samen met Charlotte Taylor deel in de lichte dubbel-twee en ze werden veertiende.
Copeland werd tijdens de nieuwjaars-lintjesregen van 2013 door Elizabeth II benoemd tot lid in de Orde van het Britse Rijk vanwege haar verdiensten voor het roeien.

## Resultaten
- Wereldkampioenschappen roeien 2011 in Bled 5e lichte skiff
- Olympische Zomerspelen 2012 in Londen  lichte dubbel-twee
- Europese kampioenschappen roeien 2014 in Belgrado  lichte dubbel twee
- Europese kampioenschappen roeien 2015 in Poznan  lichte dubbel twee
- Wereldkampioenschappen roeien 2014 in Amsterdam 7e lichte dubbel-twee
- Wereldkampioenschappen roeien 2015 in Meer van Aiguebelette  lichte dubbel-twee
- Olympische Zomerspelen 2016 in Rio de Janeiro 14e lichte dubbel-twee
- Europese kampioenschappen roeien 2017 in Račice  lichte dubbel twee

1996: Constanța Burcică & Camelia Macoviciuc ·
2000: Constanța Burcică & Angela Alupei ·
2004: Constanța Burcică & Angela Alupei ·
2008: Marit van Eupen & Kirsten van der Kolk ·
2012: Katherine Copeland & Sophie Hosking  ·
2016: Ilse Paulis & Maaike Head ·
2020: Valentina Rodini & Federica Cesarini ·
2024: Emily Craig & Imogen Grant